# Trophonopsis
Trophonopsis là một chi ốc biển, là động vật thân mềm chân bụng sống ở biển trong họ Muricidae, họ ốc gai.

## Các loài
Các loài thuộc chi Trophonopsis bao gồm:
- Trophonopsis aberrans (Houart, 1991)[2]
- Trophonopsis alboranensis (Smriglio, Mariottini & Bonfitto 1997)[3]
- Trophonopsis barvicensis (Johnston, 1825)[4]
- Trophonopsis breviatus (Jeffreys, 1882)[5]
- Trophonopsis carinatus [6]: đồng nghĩa của Pagodula carinata (Bivona, 1832) †
- Trophonopsis cuspidarioides (Powell, 1951)[7]
- Trophonopsis densilamellatus Golikov & Gulbin, 1977[8]
- Trophonopsis diazi (Durham, 1942)[9]
- Trophonopsis droueti (Dautzenberg, 1889)[10]
- Trophonopsis fasciolarioides (Pastorino & Scarabino, 2008)[11]
- Trophonopsis kamchatkanus (Dall, 1902)[12]: đồng nghĩa của Scabrotrophon kamchatkanus
- Trophonopsis kayae Habe, 1981[13]
- Trophonopsis minirotundus (Houart, 1985)[14]
- Trophonopsis mioplectos (Barnard, 1959)[15]
- Trophonopsis muricatus (Montagu, 1803)[16]
- Trophonopsis nanus Egorov, 1994[17]
- Trophonopsis orpheus (Gould, 1849)[18]
- Trophonopsis pistillum (Barnard, 1959)[19]
- Trophonopsis polycyma Kuroda, 1953[20]
- Trophonopsis segmentatus (Verco, 1909)[21]
- Trophonopsis similidroueti (Houart, 1989)[22]
- Trophonopsis truncatus (Strom, 1768)[23]